# Volcán de San Salvador
El volcán de San Salvador (Volcán Quezaltepeque para los nahua-pipiles) Está localizado en la zona central de El Salvador. Abarca los distritos de Quezaltepeque, San Juan Opico, Colón y Santa Tecla en el departamento de La Libertad; y Nejapa en el departamento de San Salvador según el Ministerio de Medio Ambiente el tipo de erupción de este volcán es Pliniana o (IEV-5) (Cataclísmica) en Índice de explosividad volcánica.
Según investigaciones geológicas, el volcán perdió 1000 m de altitud debido a erupciones volcánicas ocurridas hace 60 000 años. Actualmente la prominencia consiste de dos masas: una llamada el Picacho de 1959.97 m s. n. m., la más elevada; y el cráter principal de 1,5 km de ancho llamado El Boquerón, que tiene una elevación de 1839.39 m s. n. m. Alrededor de estas elevaciones se ubican otros cráteres inactivos:
- La Joya.
- Puerta de la laguna.
- El Jabalí. Volcán joven e inactivo.
- Maar de Chanmico.
- Boqueroncillo.
- Los Chintos.
- El Playón.
- Laguneta la Caldera.

El 19 de septiembre de 1982 un alud de lodo se deslizó desde el Picacho sobre la quebrada El Níspero, causando unos 500 muertos y más de 159 viviendas destruidas en Montebello, San Mauricito, El Triunfo, Lotificación San José y San Ramón en Mejicanos. En la cultura popular este desastre se conoce como El Deslave de la Montebello. 

## Complejo volcánico del volcán de San Salvador
Estructuras volcánicas secundarias del complejo volcánico:

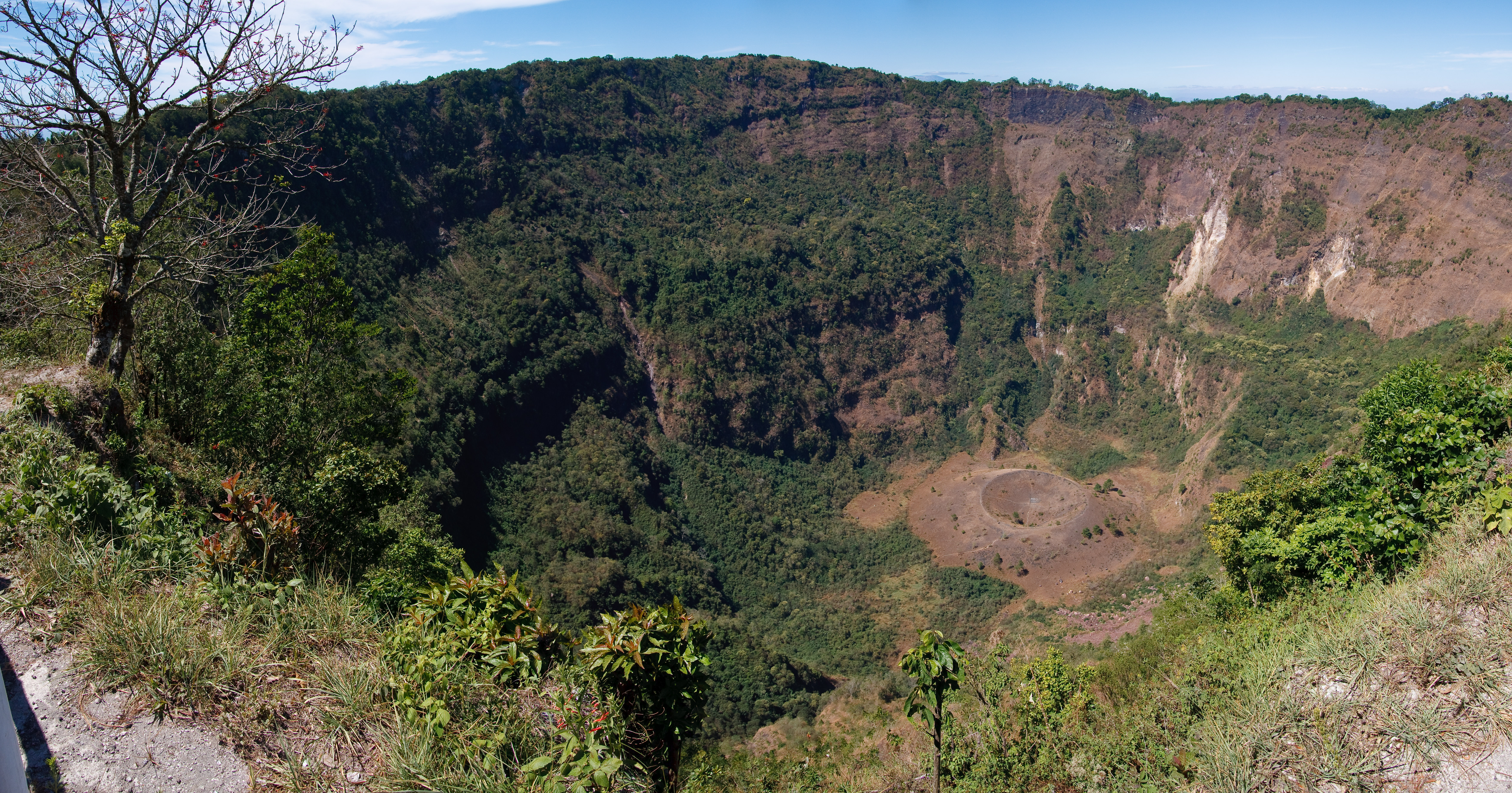
Cráter del Boquerón, al fondo puede notarse una pequeña elevación.

| Nombre                  | Tipo                | Coordenadas                 |
| ----------------------- | ------------------- | --------------------------- |
| El Playón               | cono de escorias    | 13°48'50.00"N 89°19'60.00"O |
| Loma de Grandes Bloques | cono de escorias    | 13°49'10.00"N 89°20'15.00"O |
| Boca Tronadora          | fisura volcánica    | 13°49'52.00"N 89°20'48.00"O |
| Laguna Ciega            | cono de escorias    | 13°50'05.00"N 89°21'02.00"O |
| Loma Caldera            | Maar/toba volcánica | 13°50'02.00"N 89°21'25.00"O |
| Laguna Caldera          | cono de escorias    | 13°50'25.00"N 89°21'25.00"O |
| Cráter La Escondida     | cráter de explosión | 13°50'05.00"N 89°19'60.00"O |
| Laguna de Chanmico      | Maar                | 13°46'50.00"N 89°21'20.00"O |
| Cráter La Aurora        | toba volcánica      | 13°47'25.00"N 89°19'05.00"O |
| Cerro La Hoya           | cono de escorias    | 13°42'20.00"N 89°16'30.00"O |
| Resumidero              | toba volcánica      | 13°46'10.00"N 89°20'10.00"O |
| Jabalión                | cráter de explosión | 13°45'50.00"N 89°19'25.00"O |
| Plan del Hoyo           | cono de escorias    | 13°47'35.00"N 89°17'55.00"O |
| Boca del Jabalí         | cráter de explosión | 13°45'30.00"N 89°18'60.00"O |
| Plan de la Laguna       | Maar                | 13°40'20.00"N 89°14'50.00"O |
| Las Granadillas         | Maar                | 13°45'30.00"N 89°18'25.00"O |
| Cráter Quezaltepeque    | toba volcánica      | 13°50'25.00"N 89°16'60.00"O |
| Cráter Lavas El Playón  | cráter de explosión | 13°50'45.00"N 89°18'20.00"O |
| Plan de la Hoya         | toba volcánica      | 13°49'15.00"N 89°22'20.00"O |
| Montaña Las Víboras     | cono de escorias    | 13°50'25.00"N 89°20'25.00"O |
| El Cerrito              | cono de escorias    | 13°49'00.00"N 89°15'50.00"O |
| Cerro 14 de marzo       | cono de escorias    | 13°47'30.00"N 89°17'10.00"O |

## Toponimia y Etimología

### El Cerro del Quetzal
Quezaltepeque significa en español "En el cerro del quetzal". Del Náhuatl -tepec, que significa = ‘en el cerro de…’, de tepetl ‘cerro’ + -c 'en'. Esto debido por el nombre que los indigenas de los poblados Tutultepeque, Camotepeque y especialmente de Tacachico (Actuales cantones del pueblo de Quezaltepeque) daban al volcán de San Salvador, antes de la conquista de los españoles.
Un Informe Municipal de Ahuachapán del 24 de octubre de 1858 registra "En el volcán se distingue el quetzal, tanto por la elegancia de sus formas, como por el brillo dorado de su plumaje".  Otro informe municipal de Apaneca del 2 de julio de 1859 cita textualmente "En las alturas del volcán que lleva el nombre del pueblo Quezaltepeque, es común el Quetzal, el ave indígena de Centroamérica y el Guardabarranca, el primero es celebrado por la belleza de su pluma, el segundo por la dulzura y entonación de su canto".
El naturista mexicano Pablo de la Llave, quien fue el primer científico en describir al Quetzal en 1832  opinó sobre el tema indicando "Quetzalli  significa en español Brillante, resplandeciente, fino, delicado y nos fundamos en que Quetzalchalchihuitl significa piedra preciosa verde, Quetzaliztli significa esmeralda y Quetzalhuexotl significa sauce fino y delicado" Por lo que Quetzaltotol significa Ave Quetzal y el tiempo dio pasó a una restricción semántica del lenguaje y así al ave Pharomacrum Moccino conocida como Quetzaltotol pasó a llamarse simplemente Quetzal. En consecuencia afirma el científico "Quezaltepeque significa 'Cerro de Quetzales' pues sus voces constitutivas son Quezal apócope de Quezaltotol y Tepec, cerro".
La introducción del café en el volcán en el siglo XIX hizo que se deforestaran árboles para plantar árboles de sombra y rompevientos que son necesarios para proteger al cafeto, lo cual sumado a la deforestación habitual para obtener leña de cocina, el Quetzal desapareció del volcán.El historiador Manuel Fernández en su obra de 1869 también indica que el nombre dado al volcán por pipiles fue Quezaltepeque
Por su parte Lardé y Larín aseveró que tal denominación del volcán fue un «invento» del historiador Manuel Fernández. Por lo tanto, recalca el académico, "Siempre ha existido con este nombre (San Salvador)...no existe documento alguno en que se le mencione con otro apelativo".  Aunque la aseveración de Lardé y Larín, ha quedado invalidada, ya que los pipiles siempre daban un nombre a los volcanes, especialmente a los más grandes, y era imposible que ignoraran dar un nombre al Volcán de San Salvador, pues nombrar cerros era parte de su cosmovisión. Esto fue reafirmado en un estudio del año 2013 por los investigadores Escamilla y Fowler: "Los nahua-pipiles del período Posclásico interpretaban la geomorfología del territorio —incluyendo cerros y volcanes— como parte de un 'paisaje ritual' que evocaba a sus dioses y legitimaba su memoria histórica. Esta visión del entorno natural como espacio sagrado sugiere que muchos volcanes recibieron nombres en náhuat, especialmente los más grandes". 

## Historia
Las primeras erupciones ocurrieron al final del período terciario y a principios del cuaternario. 

### Laguna cratérica
En el interior del Boquerón existía una laguna de origen desconocido, la cual se extinguió por ebullición debido a los fenómenos eruptivos durante el terremoto de San Salvador de 1917. De acuerdo al historiador Jorge Lardé y Larín, 

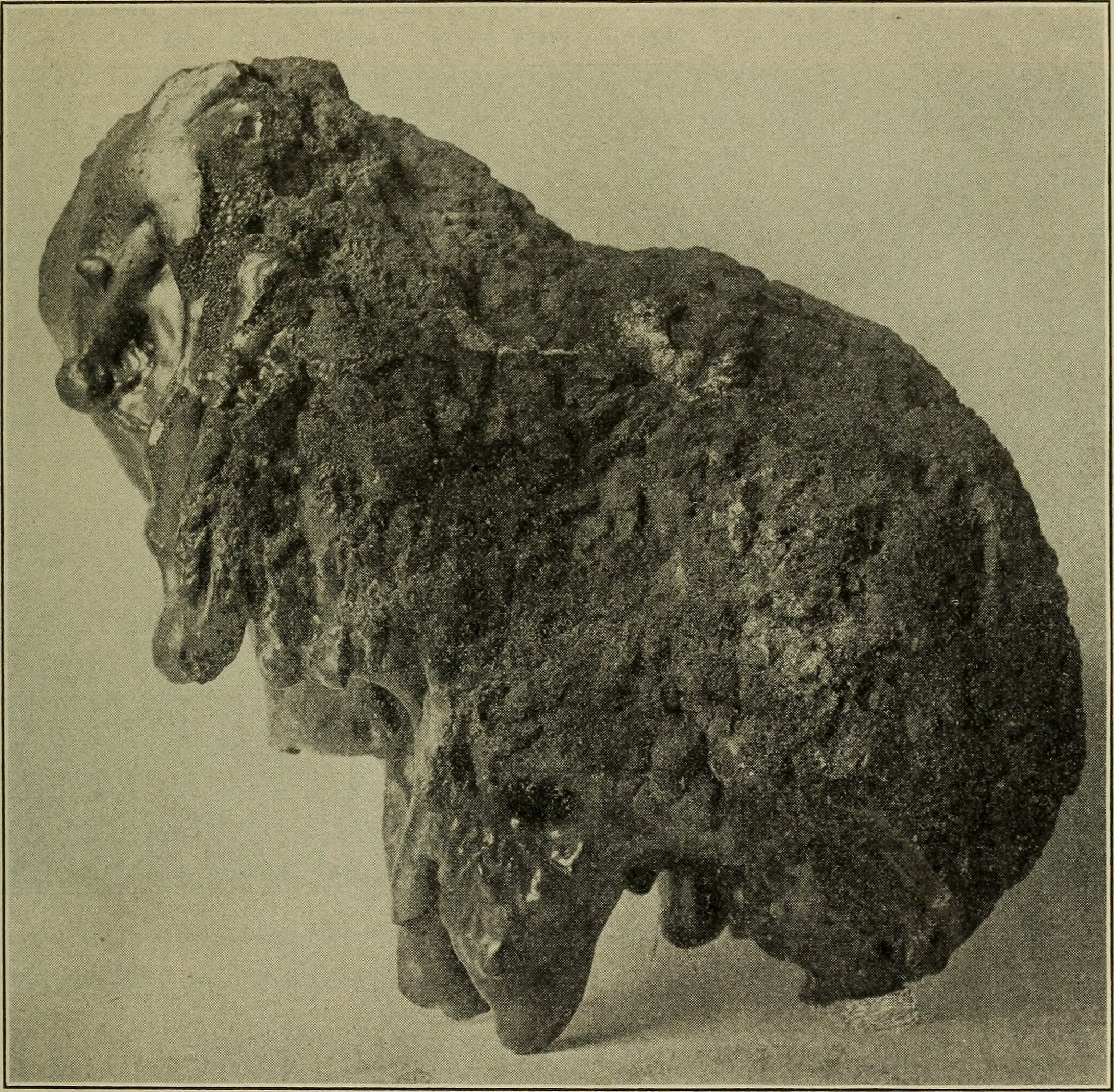
Lava basáltica de, San Salvador, América Central Esta lava basáltica fue erupcionada por el cráter El Pinar del volcán San Salvador el 7 de junio de 1917, en la república de San Salvador, América Central.

no se conocen referencias de su presencia durante la colonización española por algún cronista, sino hasta 1807 cuando el Intendente Antonio Gutiérrez y Ulloa hizo mención de una «pequeña laguna, árida en sus márgenes y formada de aguas azufrosas».

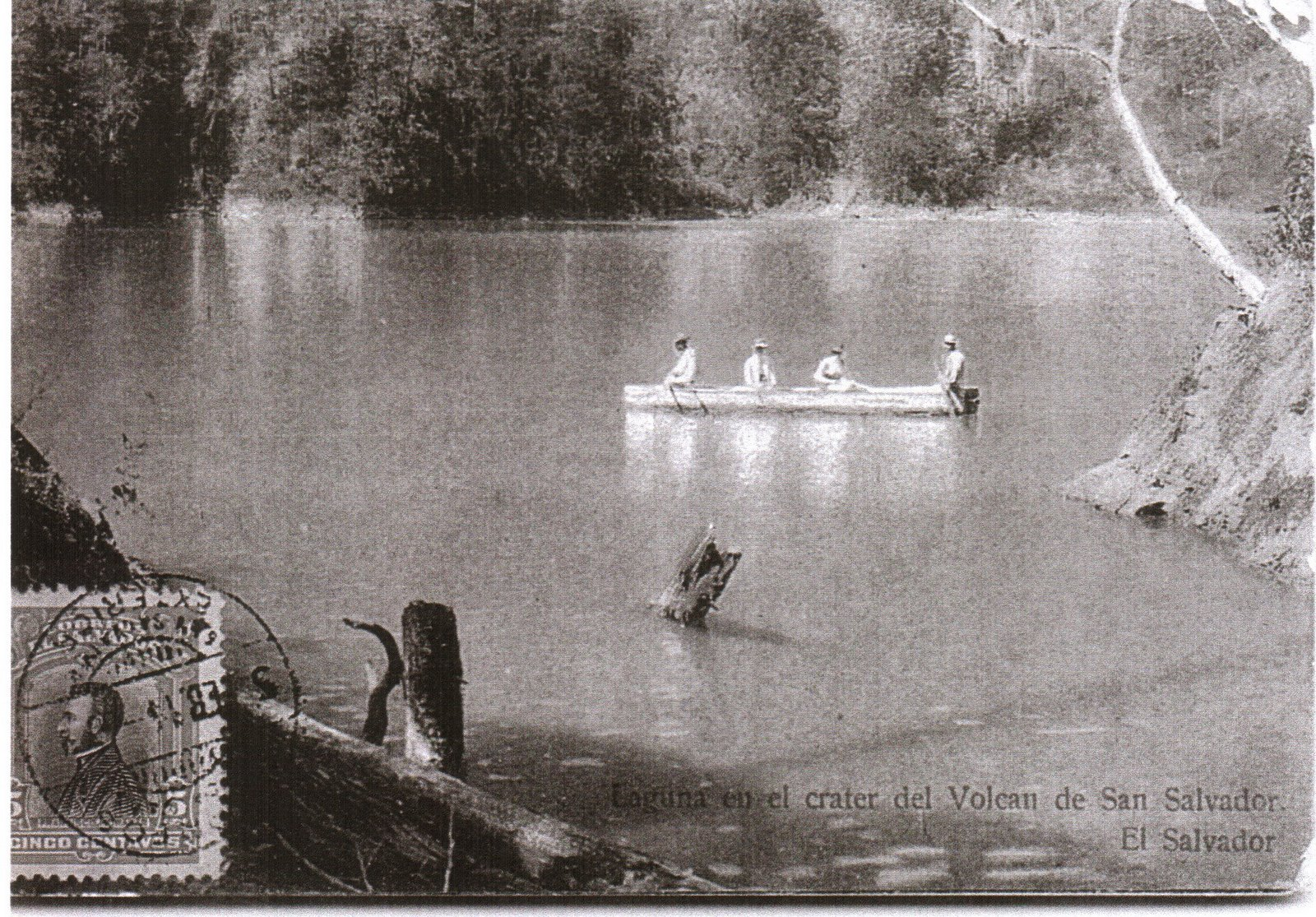
Postal de 1914, con la imagen de la Laguna en el cráter del volcán de San Salvador, El Salvador. La laguna desapareció luego de la erupción del volcán en 1917

En el 23 de marzo de 1843, el señor don Marcos Idígoras, un comerciante y exalcalde de San Salvador, llevó a cabo un ascenso al volcán de San Salvador acompañado de los señores Negrete y Forgas y con ayuda de un guía; después de ascender, hicieron el primer descenso a la laguna del cráter del volcán. Escribió su relación de su ascenso al volcán de San Salvador en el 2 de abril de 1843; esta relación será publicada en la revista Museo Mexicano en el mismo año.

## Turismo
Desde el año 2008 el Gobierno de El Salvador fundó el parque nacional El Boquerón, que incluye senderos alrededor de la cima del cráter.
Actualmente la oferta hotelera y de restaurantes está en crecimiento permitiendo al turista poder pernoctar en el volcán, conocer cafetales y practicar senderismo en la "Caminata Los Chintos". De igual forma puede visitar la Laguna de Chanmico, maar del volcán.